# Ломсадзе, Юрий Мелитонович
Ю́рий Мелито́нович Ломса́дзе (14 декабря 1924, Баку — 11 марта 1988, Орджоникидзе) — советский физик-теоретик, доктор физико-математических наук, заведовал кафедрой теоретической физики Ужгородского государственного университета и кафедрой теоретической физики физического факультета Северо-Осетинского университета в г. Орджоникидзе (ныне Владикавказ).

## Биография
Родился в Баку 14 декабря 1924 года.
Окончил отделение строения вещества МГУ и аспирантуру теоретического отдела ФИАН.
В 1954 г. защитил кандидатскую диссертацию на тему «К электромагнитному взаимодействию двух электронов в высших приближениях теории возмущения» под руководством академика (тогда членкора) М. А. Маркова.
С сентября 1955 г. работал в Ужгородском университете: старший преподаватель, доцент, профессор, зав. кафедрой теоретической физики.
По инициативе Ю. М. Ломсадзе и с его активным участием в Ужгородском университете с 1958 года регулярно проводилась Всесоюзная межвузовская конференция по квантовой теории полей и теории элементарных частиц.
В 1966 г. защитил докторскую диссертацию «Некоторые свойства амплитуды рассеяния в g- и s-плоскостях и возможности их использования».
В 1979 году основал и возглавил кафедру теоретической физики физического факультета Северо-Осетинского университета им. К. Л. Хетагурова во Владикавказе.
С 1982 г. председатель секции физики высоких энергий Северо-Кавказского научного центра высшей школы.
Умер 11 марта 1988 года в результате тяжёлой болезни.

### Наиболее важные статьи
- Ломсадзе Ю. М., Марков М. А. К парной теории ядерных сил // ЖЭТФ. — 1949. — Т. 19, вып. 2. — С. 178—180.
- Ломсадзе Ю. М., Кривский И. Ю. О возможных формулировках принципа микропричинности и некоторых их следствиях // Докл. АН СССР. — 1967. — Т. 173, вып. 2. — С. 312—315.
- Lomsadze Yu.M., Sabad E.P. Concentratable functionals and asymptotic relations for scattering amplitudes (англ.) // Nuclear Physics B. — 1973. — Vol. 56, no. 1. — P. 145—172. — ISSN 0550-3213. — doi:10.1016/0550-3213(73)90225-3. [исправить]
- Lomsadze Yu., Kontrosh E., Tokar' S. Further Restrictions on the High-energy Behavior of the Scattering Amplitude (англ.) // JETP. — 1969. — Vol. 28, iss. 4. — P. 663—665.
- Lomsadze Yu. M., Agranovsky B. A., Sabad E. P. Dispersion relations with damping function (англ.) // Nuclear Physics B. — 1974. — Vol. 73, no. 3. — P. 536—546. — ISSN 0550-3213. — doi:10.1016/0550-3213(74)90349-6. [исправить]
- Lomsadze Yu.M., Krivsky I.Yu., Khimitch I.V. On a possible generalization of modern quantized field theory (англ.) // Nuclear Physics. — 1962. — Vol. 33. — P. 566—579. — ISSN 0029-5582. — doi:10.1016/0029-5582(62)90549-7. [исправить]